# 古西諾湖 (謝別日區)
56°05′17″N 29°13′16″E / 56.08806°N 29.22111°E
古西諾湖（俄语：Гусино），是俄羅斯的湖泊，位於該國西北部，由普斯科夫州負責管轄，處於謝別日區，面積2.7平方公里，集水區面積27.3平方公里，平均水深2.1米，最大水深3.9米。